# Controle do orgasmo
Controle do orgasmo (português brasileiro) ou controlo do orgasmo (português europeu), também referido como edging, gooning, debrum, pico, ou surfe, é uma técnica sexual, que pode ser praticada sozinho(a) ou com um(a) parceiro(a), e envolve a manutenção de um elevado nível de excitação sexual por um período de tempo prolongado sem atingir o orgasmo. Quando praticado por homens, o controle do orgasmo permite que o praticante desfrute de estimulação sexual direta, sem esperar pelo período refratário comum após o orgasmo. Quando a decisão é feita para permitir o orgasmo, as sensações físicas podem ser muito maiores e mais agradáveis do que se o orgasmo fosse experimentado convencionalmente. O controle do orgasmo é referenciado como "masturbação lenta" no livro de Alex Comfort The New Joy of Sex (1993) e como "orgasmo maciço estendido" no livro homônimo de Vera e Steve Bodansky de 2000, e é semelhante à técnica da "Borboleta de Vênus" usada no livro One Hour Orgasm (1988) de Leah e Bob Schwartz.
Como o controle do orgasmo prolonga a experiência de sensações sexuais poderosas que ocorrem durante o acúmulo final ao orgasmo, as exigências físicas de ser mantido(a) ou de manter-se neste estado altamente excitado por um tempo prolongado podem induzir um estado de prazer, quase eufórico, e às vezes criam mudanças na consciência percebida de um indivíduo.
O controle do orgasmo pode envolver tanto um(a) parceiro(a) sexual que esteja controlando o orgasmo de outro(a) parceiro(a), quanto uma pessoa que atrase o seu próprio orgasmo durante a atividade sexual com um(a) parceiro(a) ou pela masturbação. Para experimentar o controle do orgasmo, qualquer método de estimulação sexual pode ser usado.